# Осмаково
Осмаково је насеље Града Пирота у Пиротском округу. Према попису из 2022. има 61 становник (према попису из 2002. било је 292 становника).
Овде се налазе Црква Светог Ђорђа у Осмакову, Запис миро пет храстова (Осмаково), Запис оброк на Голошу (Осмаково), Запис Светог Ранђела (Осмаково), Запис миро багрем (Осмаково), као и јединo до сада познато палеонтолошко налазиште у Србији на којем су откривени фосилни остаци диносауруса.

## Историја
Осмаково први пут отворило школу 1855. године, а то је заслуга старог поп Николе Игњатовића, месног пароха. Он је позвао неког Анатолија "калуђера из Рима" (?), да учи његовог унука Јована (будућег свештеника у Осмакову). Наместио је попа, школу и стан за учитеља у црквену кући. Похађало је наставу преко 30 ђака а месечно је учитељ добијао један дукат. Клупе су биле обичне, на њима су седели ученици а писали на коленима. Али старац Анатолије је био строг и пијаница, који је и немилосрдно тукао децу са "валогама". Валоге је био поступак батинања, током којег два ученика на мотки држе подигнутог кривца, чије су везане ноге око колена; док он виси главом надоле, следи батинање по задњици - то је била најстрожија казна. Завршио је свој учитељски рад у селу, кад је тим начином претукао попиног унука. Поп Никола је био љут, али је учитеља позвао на вечеру, а након јела уз помоћ "момака" (који су држали Анатолија), избатинао по задњици и затим отпустио. Учитељ Анатолије је лоше прошао у даљем животу, у селу Доњој Глами је након пијанке пао са коња и притом поломио обе ноге. Дуго се довијајући да преживи, напокон је умро је као инвалид у манастиру Габровници, где га је један поп сместио онако немоћног. До ослобођења од Турака, неколико се учитеља променило у Осмакову. У месту је 1896. године радила четвороразредна мушка школа са 61 учеником.

## Демографија
У насељу Осмаково живи 278 пунолетних становника, а просечна старост становништва износи 60,1 година (57,7 код мушкараца и 62,9 код жена). У насељу има 150 домаћинстава, а просечан број чланова по домаћинству је 1,95.
Ово насеље је у потпуности насељено Србима (према попису из 2002. године), а у последња три пописа, примећен је пад у броју становника.
|  |

| Демографија | Демографија | Демографија |
| Година      | Становника  | Становника  |
| ----------- | ----------- | ----------- |
| 1948.       | 1.218       |             |
| 1953.       | 1.130       |             |
| 1961.       | 957         |             |
| 1971.       | 701         |             |
| 1981.       | 604         |             |
| 1991.       | 357         | 355         |
| 2002.       | 292         | 307         |

| Етнички састав према попису из 2002.‍ | Етнички састав према попису из 2002.‍ | Етнички састав према попису из 2002.‍ | Етнички састав према попису из 2002.‍ | Етнички састав према попису из 2002.‍ |
| ------------------------------------ | ------------------------------------ | ------------------------------------ | ------------------------------------ | ------------------------------------ |
|                                      |                                      |                                      |                                      |                                      |
| Срби                                 | Срби                                 |                                      | 292                                  | 100,0%                               |
| непознато                            | непознато                            |                                      | 0                                    | 0,0%                                 |

| \| \| м \| \| \| ж \| \| ? \| 0 \| \| \| 0 \| \| 80+ \| 10 \| \| \| 16 \| \| 75—79 \| 21 \| \| \| 23 \| \| 70—74 \| 17 \| \| \| 18 \| \| 65—69 \| 22 \| \| \| 26 \| \| 60—64 \| 19 \| \| \| 14 \| \| 55—59 \| 6 \| \| \| 7 \| \| 50—54 \| 9 \| \| \| 8 \| \| 45—49 \| 12 \| \| \| 3 \| \| 40—44 \| 11 \| \| \| 3 \| \| 35—39 \| 5 \| \| \| 2 \| \| 30—34 \| 10 \| \| \| 4 \| \| 25—29 \| 2 \| \| \| 7 \| \| 20—24 \| 2 \| \| \| 1 \| \| 15—19 \| 1 \| \| \| 0 \| \| 10—14 \| 2 \| \| \| 2 \| \| 5—9 \| 2 \| \| \| 1 \| \| 0—4 \| 4 \| \| \| 2 \| \| Просек : \| 57,7 \| \| \| 62,9 \| |      |  |  |      |
| |      |  |  |      |
| | м    |  |  | ж    |
| ? | 0    |  |  | 0    |
| 80+ | 10   |  |  | 16   |
| 75—79 | 21   |  |  | 23   |
| 70—74 | 17   |  |  | 18   |
| 65—69 | 22   |  |  | 26   |
| 60—64 | 19   |  |  | 14   |
| 55—59 | 6    |  |  | 7    |
| 50—54 | 9    |  |  | 8    |
| 45—49 | 12   |  |  | 3    |
| 40—44 | 11   |  |  | 3    |
| 35—39 | 5    |  |  | 2    |
| 30—34 | 10   |  |  | 4    |
| 25—29 | 2    |  |  | 7    |
| 20—24 | 2    |  |  | 1    |
| 15—19 | 1    |  |  | 0    |
| 10—14 | 2    |  |  | 2    |
| 5—9 | 2    |  |  | 1    |
| 0—4 | 4    |  |  | 2    |
| Просек : | 57,7 |  |  | 62,9 |

| Година пописа     | 1948. | 1953. | 1961. | 1971. | 1981. | 1991. | 2002. |
| ----------------- | ----- | ----- | ----- | ----- | ----- | ----- | ----- |
| Број домаћинстава | 217   | 217   | 223   | 204   | 188   | 155   | 150   |

| Број чланова      | 1  | 2  | 3  | 4 | 5 | 6 | 7 | 8 | 9 | 10 и више | Просек |
| ----------------- | -- | -- | -- | - | - | - | - | - | - | --------- | ------ |
| Број домаћинстава | 54 | 66 | 19 | 8 | 1 | 2 | 0 | 0 | 0 | 0         | 1,95   |

| Пол    | Укупно | Неожењен/Неудата | Ожењен/Удата | Удовац/Удовица | Разведен/Разведена | Непознато |
| ------ | ------ | ---------------- | ------------ | -------------- | ------------------ | --------- |
| Мушки  | 147    | 26               | 94           | 21             | 4                  | 2         |
| Женски | 132    | 6                | 91           | 33             | 1                  | 1         |
| УКУПНО | 279    | 32               | 185          | 54             | 5                  | 3         |

| Пол    | Укупно                    | Пољопривреда, лов и шумарство | Рибарство                            | Вађење руде и камена | Прерађивачка индустрија       |
| ------ | ------------------------- | ----------------------------- | ------------------------------------ | -------------------- | ----------------------------- |
| Мушки  | 56                        | 15                            | 0                                    | 0                    | 8                             |
| Женски | 35                        | 26                            | 0                                    | 0                    | 3                             |
| Укупно | 91                        | 41                            | 0                                    | 0                    | 11                            |
|        |                           |                               |                                      |                      |                               |
| Пол    | Производња и снабдевање   | Грађевинарство                | Трговина                             | Хотели и ресторани   | Саобраћај, складиштење и везе |
| Мушки  | 0                         | 22                            | 4                                    | 0                    | 5                             |
| Женски | 0                         | 0                             | 2                                    | 1                    | 0                             |
| Укупно | 0                         | 22                            | 6                                    | 1                    | 5                             |
|        |                           |                               |                                      |                      |                               |
| Пол    | Финансијско посредовање   | Некретнине                    | Државна управа и одбрана             | Образовање           | Здравствени и социјални рад   |
| Мушки  | 0                         | 0                             | 1                                    | 0                    | 0                             |
| Женски | 0                         | 1                             | 0                                    | 0                    | 0                             |
| Укупно | 0                         | 1                             | 1                                    | 0                    | 0                             |
|        |                           |                               |                                      |                      |                               |
| Пол    | Остале услужне активности | Приватна домаћинства          | Екстериторијалне организације и тела | Непознато            | Непознато                     |
| Мушки  | 0                         | 0                             | 0                                    | 1                    | 1                             |
| Женски | 0                         | 0                             | 0                                    | 2                    | 2                             |
| Укупно | 0                         | 0                             | 0                                    | 3                    | 3                             |